# 青春期阻滞剂
青春期阻滞剂、激素阻滞剂或荷尔蒙阻断剂是用于推迟儿童青春期的药物。最为常用的青春期阻滞剂是促性腺激素释放激素（简称 GnRH）激动剂，例如戈舍瑞林，可抑制包括睾酮和雌激素等性激素的生物合成。青春期阻滞剂可用于跨性別儿童以延缓其不想要的第二性徵发育，给予跨性别青少年更多的时间探索自己的性别认同。
青春期阻滞剂在青少年人群中的使用得到了八个美国医疗协会、四个澳大利亚医疗协会、英国医学协会与世界跨性别健康专业协会的支持。欧洲一些医疗团体和国家不鼓励或限制青春期阻滞剂的使用，这其中包括瑞典国家卫生与福利委员会、英国国民保健署和芬兰。
英國在醫學專家的建議下，認為青春期阻斷劑有「不可接受的安全風險」，宣布自2025年起永久禁用，蘇格蘭及威爾斯隨後跟進。

## 医疗使用
延迟或暂时中止青春期很长一段时间以来都被作为对性早熟的儿童的一种医学治疗。自1980年代以来就已有医生严格按照美国食品药品监督管理局（FDA）的规范使用青春期阻滞剂于治疗儿童性早熟；FDA于1993年正式批准使用青春期阻滞剂治疗儿童性早熟。青春期阻滞剂也常用于特发性身材矮小的儿童，以促进其长骨发育和提升其成年时的身高。同样的药物也被用于治疗成年人的子宮內膜異位症、乳腺癌、前列腺癌、多囊卵巢綜合症等多种医疗用途。
青春期阻滞剂可用于防止第二性征的发育，减缓性器官的生长和性激素的产生并且抑制诸如面部毛发与喉结等男性特征和例如乳房发育与月经等女性特征的发展。

### 性别肯定疗法
青春期阻滞剂有时被用于跨性别青少年以暂时停止其第二性征的发育。青春期阻滞剂给予跨性别青少年更多时间以巩固其性别认同同时确保其不会发育出第二性征，有助其成年时能更顺利地性别转换至其认同的性别。如果个人之后决定不從一個性别转换至另一个性别，可以停止使用青春期阻滞剂，让青春期继续进行。目前很少已知的性别不安的儿童长期使用荷尔蒙或青春期阻滞剂的副作用。虽然已知短期内青春期阻滞剂是安全且其影响若暂停使用是可逆的。青春期阻滞剂对骨密度、大脑发育以及生育能力等的影响尚不明确。
FDA尚未批准将青春期阻滞剂用于跨性别儿童。儿童医学中标示外使用很常见，并不意味着药物的不当、非法或实验性使用。据医生布拉德·米勒称，生产专用于有性别不安的儿童的青春期阻滞剂的制药公司拒绝向FDA申请批准这些药物，因为这样耗资巨大，而且跨性别医疗在政治上十分敏感。
尽管少有研究查验青春期阻滞剂对非常規性別或跨性别青少年的影响，目前已有的研究普遍表明这些治疗相当安全和可逆，且可以改善这些青少年的心理健康。
2020年一篇发布在《儿童和青少年心理健康》（英语：Child and Adolescent Mental Health）上的一篇研究回顾发现青春期阻滞剂与成年期自杀率降低、情感和心理功能改善、更健康的社交生活等正面结果相关。2020年发布在《儿科学》的一项调查发现青春期阻滞剂的使用与更好的心理健康和一生中更低的自杀念头的概率相关。2022 年一篇发表于美国医学会杂志的研究发现，一群年龄由13至20岁的跨性别青少年的研究对象在使用青春期阻滞剂和性别肯定激素超过12个月后，其中度和重度抑郁症率降低了60%，自杀率则降低了73%。2022年发表在《柳叶刀》上的一项研究调查了720名使用青春期阻滞剂及激素的青少年，发现其中98%的人在随访中还继续使用激素。
2020年一份受英国衛生及社會關懷部委托的审查发现目前存在的有关青春期阻滞剂对心理健康、生活质量及性别不安的影响的证据质量非常低。芬兰政府委托的对现有针对跨性别未成年人治疗方案的研究回顾发现，目前还没有基于研究设计的对性别不安未成年人的医疗方案。尽管如此，这份研究作者还是建议在个案基础上为未成年人提供青春期阻滞剂。
世界跨性別健康專業協會于2022年发布的《跨性别者和性别多样者的健康照护准则（第八版）》声明青春期阻滞药物在医学上是必要的，建议患者在达到谭纳第二阶段后就开始使用，并指出纵向数据表明青春期阻滞剂对跨性别患者的正面效果。
目前最长的随访研究追随了一名跨性别男士的人生轨迹。他于1988年13岁时开始使用青春期阻滞剂，后来接受激素疗法，再于成年后接受了性别肯定手术。他的健康状况被医护人员监测了22年；一直到2010年即他35岁时，他的身体机能都仍然良好而且身体健康。他的代谢、内分泌和骨密度水平都正常，并无任何因青春期阻滞剂造成的对大脑发育的负面影响的迹象。

### 负面影响
青春期阻滞剂的短期副作用包括头痛、疲惫、失眠、肌肉酸痛以及乳房组织、情绪和体重的变化。
对骨密度和生育功能的负面影响是使用GnRH激动剂抑制青春期以帮助受性别不安困扰的跨性别青少年的潜在风险之一。为防止骨密度降低，医生建议多运动并摄入钙和维生素D。此外，若跨性别女性希望接受性别肯定手术，青春期抑制剂可能会使其阴茎发育不全，进而可能对阴道成形术的效果造成负面影响。
目前针对青春期阻滞剂对大脑发育、认知功能、生育能力和性功能的长期影响的研究有限。2020年一份研究表明，“抑制青春期可能会使大脑组织的关键部分在这一敏感时期无法发育”。该研究的作者还补充道：“我们需要高质量的研究来理解这种研究的影响——这些影响在某些方面可能是正面的，而在另一些方面则可能是負面的。”2022年，鑽研變性的醫師瑪奇·鮑爾斯稱，兒童若服用青春期阻滞剂並成功阻斷谭纳第二阶段，那他們便永遠不可能有正常的成人性功能或性高潮。
FDA在2016年要求制药商在用于治疗性早熟儿童的青春期阻滞剂药物上添加警告标签，警告使用者：“已有报告称患者中发生了精神事件”，并将如“哭泣、易怒、急躁、愤怒以及攻击性”等包括为症状。这些警告标签是FDA在收到关于10名有自杀念头的儿童的报告后添加的，这些报告中包括一例尝试自杀者。这10名儿童中有一名使用青春期阻滞剂来缓解性别不安的一名14岁青少年。
FDA在2022年报告称有六例出生指定性别为女性并使用青春期阻滞剂的儿童患特发性颅内高压的病例。这六名经历青春期阻滞剂副作用的患者当中有五名使用青春期阻滞剂以治疗性早熟，而剩下一名患者则是使用青春期阻滞剂治疗性别不安。阿拉巴马大学伯明翰分校的儿科医生莫里萨·拉丁斯基博士（英语：Dr. Morissa Ladinsky）是跨性别医疗方面的专家。她称许多药物都可能导致特发性颅内高压的副作用，尤其是口服避孕药。就报告的六例副作用，拉丁斯基称其在统计学上不显著，并没有太大意义。
瑞典电视台曾於2021年訪問了數個進行性別轉換療程的青少年，發現其中至少13名曾經歷嚴重的副作用，包含肝臟損傷、心理健康等問題。受訪者之一Leo是名女跨男，自11歲起開始服用青春期阻滞剂。治療存在風險，但他的家人沒有被告知。結果發現他患有骨質疏鬆症，且被認為是不可逆的。根據電視台的調查，醫療團隊從未檢查過Leo的骨頭，即使他已服用了青春期阻滞剂4年，約為該藥物建議使用時間的2倍。

### 可用类型
目前青春期阻滞剂有多种选择，其中包括GnRH激动剂如布舍瑞林、组氨瑞林、亮丙瑞林、那法瑞林、曲普瑞林等。GnRH激动剂可用作每日皮下注射、持续1至6个月的长效皮下或肌肉注射、持续12个月的植入物以及每日多次使用的鼻喷雾剂。 GnRH 拮抗剂也有望成为有效的青春期阻滞剂，但这一点尚未被有足够的研究支持，其也还未被广泛应用于此目的。大剂量的孕激素，如醋酸甲羥孕酮和醋酸环丙孕酮等在过去曾被作青春期阻滞剂使用，而如今在无法使用GnRH激动剂的情况下也会使用。这些药物的效果不如GnRH激动剂，且有更多副作用。若保险机构拒绝给跨性别女孩报销GnRH激动剂，抗雄激素比卡鲁胺有时也被用作替代性质的青春期阻滞剂。
中枢性青春期阻滞剂（例如GnRH激动剂）对不依赖促性腺激素的外周性性早熟无效。在这种情况下，必须使用对性激素作用或合成的直接抑制剂。顺性别女孩外周性性早熟的治疗选择包括酮康唑、芳香酶抑制剂睾内酯、法屈唑、阿那曲唑、来曲唑以及抗雌激素他莫西芬和氟维司群。顺性别男孩外周性性早熟的治疗选择则包括抗雄激素比卡鲁胺、螺内酯和醋酸环丙孕酮、酮康唑和芳香酶抑制剂睾内酯、阿那曲唑和来曲唑。
在美国，青春期阻滞剂的主要供应商是远藤国际和艾伯维。

## 法律和政治上的挑战
青春期阻滞剂对跨性别儿童的使用因其知情同意问题和目前有限的研究而遭到批评。牛津大学社會學系副教授迈克尔·比格斯（英语：Michael Biggs）称，目前针对青春期阻滞剂对跨性别儿童的影响的研究缺乏透明度或可靠性。美国内分泌学会指南呼吁进行更严格的安全和有效性评估，并要仔细评估“青少年青春期长期延迟对骨骼健康、性腺功能以及大脑的影响（包括对认知、情感、社会和性发展的影响）”。
社会保守派认为，包括青春期阻滞剂在内的性别肯定医疗属于虐待儿童和医学实验。针对这一看法，《柳叶刀》杂志2021年的一篇社论指出，“这种立场故意忽视了几十年来对青春期阻滞剂和激素疗法的使用和研究。”但該雜誌另一篇文章則認為未成年變性療程到目前為止仍不夠明確及完善，需要更多的相關研究。
部分反对使用青春期阻滞剂的人士认为，未成年人没有医疗同意的能力。而一些支持使用青春期阻滞剂的人士则认为在许多情况下青春期阻滞剂在心理与发展方面的益处足够大，权衡下来知情同意问题的缺陷并不应作为避免用青春期阻滞剂的理由。2019年一篇研究呼吁使用“多学科、分阶段的办法”以“确保有意义的同意”。而上文提到的2021年社论则指出，“如今不成比例地强调未成年人没有提供医疗同意的能力是毫无意义的，因为正如其他任何医疗同意一样，父母的同意是必须的”、“从伦理上讲，重要的是一个人是否有充足的理由要接受某种治疗”。生物伦理学家毛拉·普利斯特认为即使没有父母允许，使用青春期阻滞剂也可以缓解任何对跨性别儿童家庭关系的负面影响。她认为提供获取青春期阻滞剂的途径是有好处的，尤其是考虑到未经治疗的儿童性别不安往往会造成心理上的负面影响。加拿大生物伦理学家佛罗伦斯·阿什利认为对跨性别儿童的父母进行辅导和教育工作也有利于家庭关系的改善。
一项研究发现，青春期阻滞剂可以降低抑郁症的风险并减少行为问题。反对者则认为潜在的负面“影响可能太过微小，因此在后续治疗过程中仅通过临床评估无法被观察到”。
反对青少年使用青春期阻滞剂的人认为，该年龄段的性别认同仍在波动中，阻滞剂的使用可能会干扰性别认同的形成和自由性行为的发展，因此他们认为青春期后的去性別轉換率很高。目前已有的研究多显示去性别转换率很低；但现有关于去性别转换的研究仍不成熟。英国2019年一份调查显示在2016年8月到2017年8月之间3398位访问了英国一家性别认同诊所的患者中，只有16人（0.47%）表达了后悔之意或已去性别转换，而其中10人（0.29%）仅暂时去性别转换，之后又再次进行性别转换；16人中只有3人（0.09%）永久性地去性别转换。但一份2021年針對100名去性別轉換者的线上调查研究顯示，約有55%的受訪者認為自己在性別轉換時並未得到醫生或心理專家的充分評估，而有60%的受訪者因認同自己的出生性別而去性别转换；亦有另一項线上調查237名不再认同为跨性别者的去性别转换者的研究，受訪者當中有70%的人表示他們的性別不安與其他問題有關，且有50%的受訪者認為性別轉換對自己的不安並無幫助。而2021年一项研究通过社群组织招募了2242名仍继续认同为跨性别者或是性别多样化者的去性别转换者，其中绝大部分人称其去性别转换的部分原因是外部因素，例如来自家庭的压力、性侵犯以及学校环境的不支持；另一个常见的原因则是“它（性别转换）对我来说实在是太难了”。2022年发表于柳叶刀杂志上一份研究调查了荷兰阿姆斯特丹720名在青春期时期开始性别肯定激素治疗的人，发现其中704人（98%）在成年后继续接受激素治疗。
2021年4月，美国阿肯色州通过了一项禁令，禁止使用青春期阻滞剂18岁以下的未成年人，但该禁令生效一周前被一名联邦法官暂时阻止。2022年4月，美国亚拉巴马州通过一项禁令，禁止19岁以下的未成年人获取青春期阻滞剂，且将医生给未成年人开青春期阻滞剂处方定为重罪，最高可判十年监禁。这一禁令于生效几天前被一名联邦法官部分阻止。2022年8月，美国佛罗里达州禁止聯邦醫療補助涵盖性别肯定医疗，其中包括青春期阻滞剂。2023年4月，密蘇里州總檢察長發布一項命令，規定任何使用青春期阻滞剂或變性手術者須持有連續3年的性別不安證明，以及精神科醫生18個月的治療。

## 医学组织的立场
美国医学会（AMA）、美國兒童與青少年精神醫學會（AACAP）、美國兒科學會（AAP）、美國精神醫學學會（APA）、美国内分泌学会、儿科内分泌学会（PES）、美国妇产科医师学会（ACOG）、美国心理学会（APA）、美国医师协会（ACP）、美国家庭医生学会（AAFP）、美国骨科协会（AOA）、美国护士协会（ANA）、美国跨性别健康专业协会（USPATH）、世界跨性别健康专业协会（WPATH）等医疗组织皆反对针对青春期阻滞剂的禁令。澳洲皇家医师学院（RACP）、澳大利亚皇家全科医师学院（RACGP）、澳大利亚内分泌学会（ESA）、澳大利亚跨性别健康专业协会（AusPATH）等医疗组织也都支持提供青春期阻滞剂。在英国，英國醫學會也同样支持提供青春期阻滞剂。
欧洲部分医学团体不鼓励或限制使用青春期阻滞剂。英格兰和威尔士高等法院在贝尔诉塔维斯托克案中裁定16岁以下儿童没有能力对青春期阻断剂作出知情同意；该裁决于2021年9月被英格兰和威尔士上诉法院所推翻。2021年3月，瑞典第二大医院系统的管理者卡罗林斯卡学院宣布将停止向16岁以下青少年提供青春期阻滞剂或跨性别激素，但不包括获批准的临床试验。2022年2月22日，瑞典国家卫生与福利委员会瑞典国家卫生与福利委员会表示青春期阻滞剂只应在特殊情况下使用，并称其科学支持薄弱且可能帶來健康上的隱憂。不过，瑞典的其他医疗服务机构继续提供青春期阻滞剂；在瑞典，临床医生的专业判断决定推荐或不推荐何种治疗。与阿拉巴马州和阿肯色州不同，这种治疗本身并不被禁止，而是作为瑞典国家医疗保健服务的一部分提供。
法國國立醫學科學院於2022年2月发表声明，认为青春期阻滞剂和激素替代疗法可能会对青少年产生严重的副作用，因此需要谨慎考虑使用。而同一篇声明还将近年出柜的跨性别者的增加归为社交媒体的影响
据英国广播公司“女性时间”报道，英国国民保健署（NHS）于2020年6月30日修改了其网站上显示的关于青春期阻滞剂效果的可逆性以及其在治疗未成年人性别不安的使用的相关信息。 NHS删除了“GnRH类似物的治疗效果是完全可逆的”的字样，并以“目前激素或青春期阻滞剂对有性别不安的儿童的长期副作用尚不明确。尽管性别认同发展服务（GIDS）称该疗法在物理上可以逆转，但其心理影响尚不明确。激素阻滞剂对青少年大脑发育或儿童骨骼的影响也尚不明确。其副作用可能包括潮热、疲乏以及情绪变化。”

## 公众意见
LGBT服务机构特雷弗项目和美国晨间咨询公司在2022年2月发起的一项民意调查发现，52%的美国成年人表达了不同程度的对给跨性别未成年人在有医生建议和父母支持的前提下提供青春期阻滞剂的支持。
《PBS新聞一小時》、《全国公共广播电台》与马里斯特民调2021年4月一份问题为“您是否支持立法禁止未成年人的性别转换相关医疗”的调查发现66%的美国人反对立法禁止性别转换医疗，其中包括69%的民主党人，70%的共和党人以及64%的独立人士。